# Suetone Alencar
Suetone Nunes de Alencar Barros (Salgueiro, 3 de setembro de 1918) foi um comerciante, agropecuarista, político brasileiro e conselheiro do TCE-PE. Foi deputado estadual de Pernambuco por cinco vezes consecutivas.
Começou a trabalhar aos 14 anos para sustentar a família. Na década de 1940, fez carreira nas cooperativas agropecuárias da cidade natal e em Araripina, no Sertão do Araripe. Entrou para a vida pública na década de 1950.

## Biografia
Entrou para a política em 1947 ao disputar  o cargo de prefeito de Araripina. Na eleição municipal de Araripina, realizada em 28 de outubro de 1947, disputou o cargo de prefeito pela UDN, contra o ex-prefeito Manoel Ramos de Barros (PSD), pai do ex-governador de Pernambuco, José Muniz Ramos. Acabou perdendo a vaga para Manoel Ramos de Barros que seguia para o segundo de seus três mandatos frente a prefeitura de Araripina.
Nas eleições estaduais de pernambuco de 1950 foi eleito para seu primeito mantado como deputado estadual, tendo sido reeleito para mais 4 legislaturas cosecutivas.
Em 1970 foi nomeado conselheiro do Tribunal de Contas do Estado de Pernambuco pelo governador Nilo de Souza Coelho, permaneceu como conselheiro até 1987 quando se aposentou, tendo sido eleito presidente do TCE-PE por duas vezes, a primeira em 1978 e a segunda em 1986.

### Cooperativa Agropecuária
Aos 20 anos, administrou a Cooperativa Agropecuária de São Gonçalo, atual Araripina. A Cooperativa era a principal entidade econômica do municípo da época; fundada por políticos e empresarios locais, entre eles Manoel Ramos de Barros, Joaquim Modesto, Pe. Luiz Gonzaga, Dr. José Araújo Lima, Francisco da Rosa Muniz, Major Quincó, Nilo Arraes, Senhor Bringel, Francisco Carlos Muniz e Hermógenes Granja Muniz. Suetone veio de Salgueiro para administrar a Cooperativa a convide do ex-prefeito Joaquim José Modesto.

## Histórico Eleitoral
| Ano  | Eleição                 | Partido | Cargo disputado   | Votos | %          | Resultado  | Notas |
| ---- | ----------------------- | ------- | ----------------- | ----- | ---------- | ---------- | --- |
| 1947 | Municipal de Araripina  | UDN     | Prefeito          | —     | (1º Turno) | Não eleito | Derrotado por Manoel Ramos, pai do ex-governador José Ramos, por apenas 13 votos.                                                                           |
| 1950 | Estaduais em Pernambuco | UDN     | Deputado Estadual | —     | —          | Eleito     | — |
| 1954 | Estaduais em Pernambuco | UDN     | Deputado Estadual | —     | —          | Reeleito   | — |
| 1958 | Estaduais em Pernambuco | UDN     | Deputado Estadual | —     | —          | Reeleito   | — |
| 1962 | Estaduais em Pernambuco | UDN     | Deputado Estadual | —     | —          | Reeleito   | — |
| 1966 | Estaduais em Pernambuco | ARENA   | Deputado Estadual | 6.450 | 1,79       | Reeleito   | As eleições gerais de 1966 ocorreram sob a vigência do Ato Institucional nº 2, que, em outubro de 1965, extinguiu os partidos políticos existentes à época. |